# DVB-H
Il DVB-H, acronimo di Digital Video Broadcasting - Handheld, è stato lo standard del consorzio europeo DVB per una modalità di radiodiffusione terrestre studiata per trasmettere programmi TV, radio e contenuti multimediali ai dispositivi portatili, come i più comuni smartphone, i palmari e i telefoni cellulari evoluti. Questo standard è stato ufficialmente supportato dall'Unione europea.
Si tratta di uno standard derivato dal DVB-T e funziona combinando gli standard del video digitale con l'Internet Protocol in modo da suddividere i contenuti in pacchetti di dati da trasferire sul cellulare e leggibili da parte dell'utente. 
In questo modo il peso dei dati si riduce ed è possibile trasferirli conservando un'alta qualità video.
L'uso del protocollo IP, inoltre, rende possibile la trasmissione simultanea sullo stesso canale di pacchetti video (stream DVB) e pacchetti dati sfruttabili da applicazioni presenti sul terminale ricevente (IP Datacast).
Queste applicazioni includono feed di news, informazioni finanziarie, contenuto multimediale, trasferimento file, nonché accesso ad Internet ad alta velocità, utilizzando per l'interattività con il servizio il canale di ritorno costituito dalla rete cellulare mobile.
Grazie allo standard DVB-H era possibile visionare la televisione sul proprio cellulare in maniera interattiva.
La situazione italiana vedeva la presenza sul mercato DVB-H degli operatori di telefonia mobile TIM, Vodafone e 3 Italia. TIM ha dismesso il servizio a fine 2010 mentre, nel corso del 2011, sono stati disattivati i servizi DVB-H di Vodafone e 3 Italia.

## Descrizione tecnica del sistema di trasmissione

Struttura di un frame DVB-H

Il sistema è equivalente a quello del DVB-T. A differenza di quest'ultimo, pensato per condizioni di propagazione analoghe a quelle della TV analogica e ricevitore statico, lo standard DVB-H aggiunge un layer al di sopra del livello di trasporto (assimilabile ad un MAC layer del protocollo Ethernet) per meglio adattarsi alle particolari condizioni d'uso di un ricevitore portatile. Esistono infatti profonde analogie tra il modello di propagazione DVB-H e quello delle reti cellulari che rendono necessaria l'introduzione di tecniche di correzione di errore per compensare l'effetto degli echi multipli e dell'effetto Doppler tipici della ricezione ad altezza d'uomo e in movimento. Inoltre esiste la necessità di minimizzare il consumo dovuto alle sezioni radio del ricevitore allo scopo di prolungare al massimo la durata della batteria. Per migliorare quindi le prestazioni e diminuire i consumi di potenza, a livello di MPEG-2 Transport Stream, si utilizzano le tecniche di time slicing e di Forward Error Correction for Multiprotocol Encapsulated Data (MPE-FEC)
- MPE-FEC: la modalità dati dei sistemi DVB viene utilizzata per veicolare datagrammi IP al ricevitore. Questi possono trasportare video e audio con la modalità di compressione preferita (ad es. MPEG-4 o H.264). Inoltre, per fornire maggiore protezione in caso di trasmissione difficoltosa, si raggruppano i datagrammi in trame di lunghezza variabile (che possono arrivare a due megabit), ed a queste si applica un codice a blocchi RS(255,191) per la correzione di eventuali errori. Inoltre, un controllo di parità aggiuntivo CRC-32 permette di capire se i dati ricevuti sono affetti o meno da errori residui.
- Time slicing: poiché le bit rate necessarie per trasmettere segnali audio/video sullo schermo di un terminale portatile sono molto minori rispetto a quelle trasportate dal segnale DVB-T nella sua interezza, i dati di ogni programma vengono trasmessi in gruppi ben isolati (burst). In questo modo, il terminale in ricezione si attiverà solo in corrispondenza della presenza dei burst, portando ad un notevole risparmio nei consumi d'energia: valori tipici possono andare dall'80% al 90%.

A livello trasmissivo, il DVB-H è stato studiato per lavorare nelle seguenti bande:
- VHF-III (170-230 MHz, usato anche da DVB-T e DAB)
- UHF-IV/V (470-862 MHz, usato anche da DVB-T)
- Banda L (1.452-1.492 GHz, in uso anche da DAB)

## Descrizione tecnica del sistema di ricezione

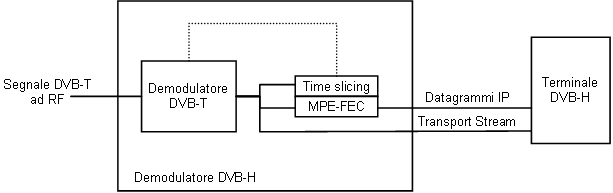
Schema a blocchi di un sistema di ricezione DVB-H

In ricezione, il terminale contiene tutti i circuiti necessari ad effettuare la demodulazione e la decodifica del segnale DVB-H. Il demodulatore DVB-H è in pratica un demodulatore DVB-T con la possibilità addizionale di demodulare segnali trasmessi in modo 4K (dimensione della FFT pari a 4096): infatti lo standard DVB-T prevede che i segnali vengano elaborati con una FFT di dimensione pari a 2048 (modo 2K) o 8192 (modo 8K). In più, il time-slicing prevede un controllo sull'attivazione completa del ricevitore.